# Pentti Linkola

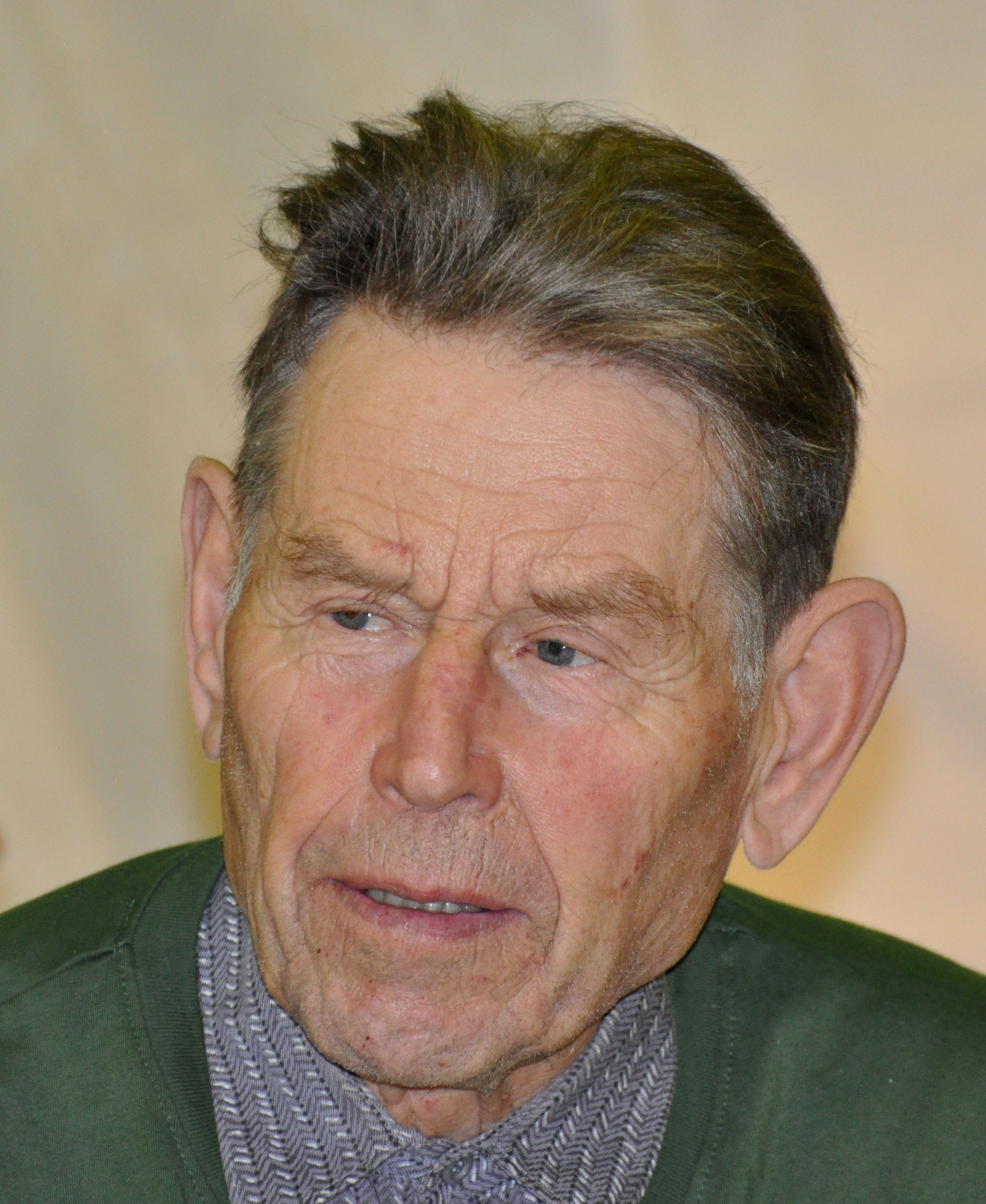
Pentti Linkola (2011)

Kaarlo Pentti Linkola (* 7. Dezember 1932 in Helsinki; † 5. April 2020 in Valkeakoski) war ein finnischer radikaler Umweltschützer, Tiefenökologe, Ornithologe, Autor und Fischer.

## Leben
Linkola war der Sohn von Kaarlo Linkola (1888–1942), Professor für Botanik und später Rektor der Universität Helsinki, und dessen zweiter Ehefrau Hilkka geb. Suolahti (1907–2001), Tochter eines früheren Kanzlers der Universität Helsinki. Er hatte eine ältere Schwester und einen jüngeren Bruder; ein Halbbruder aus der ersten Ehe des Vaters fiel im Fortsetzungskrieg. Linkolas Vater war Mitbegründer und erster Vorsitzender der Finnischen Naturschutzvereinigung (Suomen Luonnonsuojeluyhdistys, heute Suomen luonnonsuojeluliitto). Linkola wuchs in Helsinki auf, bis 1943 in der Dienstwohnung des Vaters im Botanischen Garten der Universität, und verbrachte die Sommer auf dem Bauernhof seines Großvaters in der Nähe von Hattula. Nach dem Tod des Vaters 1942 verschlechterte sich die finanzielle Lage der Familie. Linkola besuchte in Helsinki die angesehene Suomalainen Yhteiskoulu, an der er 1950 das Abitur ablegte, und nahm danach ein Studium der Zoologie und Botanik an der Universität Helsinki auf, das er aber schon nach anderthalb Jahren abbrach, nach eigener Aussage, weil er sich nicht für Schreibtischarbeit eigne, sondern im Freien leben müsse. Er bildete sich autodidaktisch in Biologie und anderen Naturwissenschaften fort und arbeitete von 1952 bis 1959 als freiberuflicher Naturforscher, darunter längere Zeit auf der Vogelwarte Signilskär in Hammarland auf den Åland-Inseln.
1959 wurde er Berufsfischer und fischte auf der Ostsee und in Binnenseen, lange Jahre in Kuhmoinen am Päijänne-See, seit 1978 auf dem Vanajavesi. Zugleich setzte er seine systematischen Vogelbeobachtungen fort.
Linkola war von 1961 bis 1975 mit Aliisa geb. Lummes verheiratet, mit der er zwei 1961 und 1963 geborene Töchter hatte. Die Ehe wurde nach Aussage Linkolas geschieden, weil er nach einem Preisverfall für Fisch Schwierigkeiten hatte, die Familie mit seiner Fischerei zu ernähren, sich aber trotzdem weigerte, den Beruf zu wechseln. Linkola arbeitete bis 1995 als Fischer, wobei er auf alle technischen Hilfsmittel verzichtete, von einem Ruderboot aus fischte und den Fang mit einem Pferdewagen zu den Abnehmern brachte. Er lebte allein in einem Häuschen in Ritvala, einem kleinen Dorf, das früher zu Sääksmäki und heute zu Valkeakoski gehört. Im fortgeschrittenen Alter litt Linkola unter Typ-I-Diabetes und klinischen Depressionen. Er starb in der Nacht vom 4. auf den 5. April 2020 im Alter von 87 Jahren zuhause im Schlaf und wurde am Morgen von seiner Haushälterin tot aufgefunden.

## Aktivitäten
Linkola veröffentlichte zunächst Aufsätze in ornithologischen Fachzeitschriften sowie Bücher zur Vogelkunde. Er beobachtete und kartierte über lange Zeit Vogelpopulationen und war mehr als 60 Jahre ehrenamtlich in der Vogelberingung tätig. Er wurde von der Vogelkundlichen Vereinigung Finnlands zum Ehrenmitglied ernannt und erhielt 1988 für sein Engagement im Vogelschutz die Goldmedaille der Vereinigung ornithologischer Gesellschaften in Finnland (heute BirdLife Suomi).
Linkolas erste politische Veröffentlichung war die 1960 erschienene pazifistische Broschüre Isänmaan ja ihmisen puolesta: mutta ei ketään vastaan (Für Vaterland und Mensch, aber gegen niemanden), in der er zur Kriegsdienstverweigerung aufrief. Linkola selbst hatte in der finnischen Armee Wehrdienst geleistet und den Rang eines Unteroffiziers erreicht. Später wandte er sich aus ökologischen Gründen vom Pazifismus ab, obwohl er nationale Armeen weiterhin ablehnte.
1971 erschien Unelmat paremmasta maailmasta (Die Träume von einer besseren Welt), Linkolas erste Veröffentlichung zu Fragen des Naturschutzes. Dieses Buch war ebenso wie die späteren Titel zum Natur- und Umweltschutz eine Zusammenstellung von Aufsätzen, Essays sowie Zeitungs- und Zeitschriftenartikeln; viele davon waren in der größten finnischen Illustrierten Suomen Kuvalehti erschienen. Für Toisinajattelijan päiväkirjasta (Aus dem Tagebuch eines Querdenkers) von 1979 erhielt er 1983 den Eino-Leino-Literaturpreis der finnischen Buchstiftung, für Johdatus 1990-luvun ajatteluun (Einführung in das Denken der 1990er Jahre) von 1989 erhielt er 1990 den Lauri-Jäntti-Preis für wissenschaftliche Literatur.
Linkola beteiligte sich an den Koijärvi-Protesten (1979–1981), aus denen sich die grüne Bewegung in Finnland entwickelte, die er anfänglich unterstützte und für die er 1986 ein Programm entwarf. Er distanzierte sich aber bald von ihr, weil sie ihm nicht radikal genug war, und war an der Gründung der grünen Partei Vihreä liitto nicht mehr beteiligt. Stattdessen galt er als Bezugsperson für kleinere Gruppen radikaler Umweltaktivisten.
1995 gründete Linkola die Naturschutzorganisation Luonnonperintösäätiö (Stiftung Naturerbe), die aus Spendengeldern Waldgebiete ankauft, die sich noch in ursprünglichem Zustand befinden, und sie unter Naturschutz stellen lässt. In diese Stiftung, deren Vorsitzender er seit 1996 war, brachte er die ihm verliehenen Stipendien- und Preisgelder ein, ebenso den Ertrag einer großen Spendensammlung anlässlich seines 60. Geburtstags. Ferner war er Vorstandsmitglied der finnischen Sektion des WWF.
Trotz seiner einsiedlerischen Lebensweise blieb Linkola bis zu seinem Tod in der finnischen Öffentlichkeit, der Presse und den Medien präsent.

## Ansichten
Ausgangspunkt und zentrales Thema von Linkolas Denken war die menschengemachte Bedrohung der Ökosphäre und die Notwendigkeit ihrer Rettung. Dabei machte er als wesentliche Faktoren die Bevölkerungsexplosion sowie die von der technischen Entwicklung und dem Kapitalismus geprägte Konsumgesellschaft mit ihrem stetig steigenden Naturverbrauch aus. Den Menschen sah er zunehmend nur noch als homo destructivus, als Zerstörer von Natur und Leben. Daraus folgerte er, dass die Welt nur noch zu retten sei, wenn die Menschheit sich den von der Natur gegebenen Begrenzungen anpasse und auf ihre „ökologische Nische“ zurückziehe. Dazu sei zweierlei notwendig: zum einen eine massive Reduzierung der Weltbevölkerung, zum anderen die Abkehr vom Lebensstil der westlichen Überflussgesellschaft.
Diese Einsichten vertrat Linkola mit Leidenschaft und wurde nicht müde, mit großer schriftstellerischer Begabung auf die Zerstörung der natürlichen Umwelt und die katastrophalen Folgen hinzuweisen. Dabei vertrat er schon um 1970 konsumkritische und technikfeindliche Positionen und pries das einfache, naturnahe Leben auf dem Lande. Im Lauf der Zeit wurde er in seinen Positionen immer kompromissloser, radikaler und provokativer und „genießt eindeutig seine Position als eine Art Besserwisser“. Er bestritt grundsätzlich eine privilegierte Stellung der Spezies Mensch gegenüber anderen biologischen Arten und weigerte sich daher, dem einzelnen Menschenleben einen absoluten Wert beizulegen. Vielmehr sei im Kampf gegen die Überbevölkerung als größter Bedrohung des Lebens auf der Erde jedes Mittel gerechtfertigt. Daher sprach Linkola sich nicht nur für Geburtenkontrolle und Eugenik aus, sondern begrüßte alle „Aktionen, die die Vernichtung von Menschenleben fördern“, einschließlich Terrorismus, Völkermord, Vergiftung städtischer Wasserversorgung oder das absichtliche Auslösen von Pandemien. Am besten wäre es, die Weltbevölkerung würde durch einen dritten Weltkrieg auf höchstens ein Viertel reduziert und anschließend durch strenge Geburtenkontrolle konstant gehalten. Die Überlebenden sollten ohne Elektrizität und andere moderne Technologien ein einfaches, naturverbundenes Leben als Fischer, Bauern und Handwerker in einer diktatorisch regierten Gesellschaft führen. Demokratie bezeichnete er als „die Religion des Todes“ und lehnte das allgemeine gleiche Wahlrecht ab. Da durchschnittliche Menschen unfähig zu rationalem Verhalten seien, müsse eine Elite mit besseren Einsichten über sie herrschen. Seiner Verachtung für den „Mann auf der Straße“ gab er wiederholt Ausdruck. Durch einen hohen Lebensstandard schade der Mensch nicht nur der Natur, sondern füge sich auch selbst seelischen Schaden zu. 99 % aller angebotenen Waren seien unnötig oder schädlich. Linkola kritisierte die seiner Ansicht nach überlange Dauer der Schulausbildung ebenso wie deren Inhalte und lehnte das Konzept des „lebenslangen Lernens“ sowie Erwachsenenbildung ab, da das „natürliche Lernalter“ in der Jugend liege. Er bezeichnete Finnland als den nördlichsten Brückenkopf der Konsumgesellschaft und verurteilte insbesondere die ausgeprägte finnische Sommerhaus-Kultur als naturschädlichen Luxus. Das Argument, das nur dünn besiedelte Finnland habe kein Überbevölkerungsproblem, wies er mit der Begründung zurück, Gebiete in vergleichbaren Klimazonen seien nahezu menschenleer, Finnland sei daher, relativ gesehen, viel zu dicht besiedelt. Er forderte einen Stopp der Hilfszahlungen an die Dritte Welt und bekämpfte die Einwanderung nach Europa ebenso wie die Verbreitung invasiver Tierarten, zum Beispiel Nerze oder Waschbären. Der katholischen Kirche warf er vor, dass sie „dem menschlichen Leben zu viel Bedeutung“ beimesse. Noch in seinem letzten Interview, das drei Tage vor seinem Tod erschien, äußerte er die Hoffnung, dass „das Coronavirus die Zerstörung der Erde ein wenig verlangsamen könne“.

## Rezeption
Obwohl fast alle Bücher Linkolas nur auf Finnisch erschienen sind, erlangte er wegen der Kompromisslosigkeit seiner Positionen auch international Bekanntheit. Sozialwissenschaftler stuften ihn als „Ökofaschisten“ ein; J. P. Roos, Professor für Soziologie an der Universität Helsinki, sprach sogar von „Ökonazismus“ und rückte Linkola in die Nähe des Nationalsozialismus. Jera und Jyri Hänninen schrieben in ihrem Buch „Land der tausend Ideen“: „Linkola ist vielleicht die einzige öffentliche Person in Finnland, die offen Faschismus und Diktatur vertritt.“
In Deutschland wird Linkola in neurechten Kreisen rezipiert. So etwa im rechtsextremen Institut für Staatspolitik oder im neurechten Dresdener Magazin „Die Kehre“. Die erste und bislang einzige Übersetzung eines seiner Bücher ins Englische erschien im Verlag Arktos, der sich selbst zur „Neuen Rechten“ zählt.
In Finnland wurde Linkola einerseits wegen seiner Demokratie- und Menschenfeindlichkeit vehement angegriffen, andererseits genoss er vor allem in späteren Jahren nicht zuletzt wegen seiner knorrigen Kauzigkeit ein gewisses Maß an Sympathie; in einer Leserumfrage der größten Tageszeitung des Landes, Helsingin Sanomat, nach den „nationalen Schätzen Finnlands“ landete er auf dem vierten Platz und 2004 in einer Umfrage der finnischen Rundfunk- und Fernsehanstalt Yleisradio zu „Großen Finnen“ auf dem 18. Platz. Ihm wurde auch Respekt gezollt, weil er die von ihm geforderte Lebensweise selbst konsequent praktizierte.
Pekka-Eric Auvinen, der 2007 den Amoklauf von Jokela verübte, berief sich unter anderem auf Linkola.
Die 2017 veröffentlichte Biographie Pentti Linkola – ihminen ja legenda (Pentti Linkola – der Mensch und die Legende) von Riitta Kylänpää wurde mit dem renommierten Finlandia-Sachbuchpreis ausgezeichnet.

## Ehrungen
- 1994 Kulturpreis der Stadt Valkeakoski[24]
- 1998 Umweltpreis des Finnischen Naturschutzbundes[25]

## Schriften

### Vogelkundliche Aufsätze
- Zur Methodik der quantitativen Vogelforschung in den Binnengewässern. In Ornis Fennica 36 (1959), S. 66–78
- Über das Geschlechtsverhältnis bei den Entenvögeln. In: Ornis Fennica 37 (1960), S. 36–45
- Zur Kenntnis der Wanderung finnischer Meisenvögel. In: Ornis Fennica 38 (1961). S. 127–145
- Beobachtungen über die Nahrung des Rauhfußkauzes (Aegolius funereus) während des Herbstzuges auf Signilskär, Åland. In: Ornis Fennica 40 (1963), S. 69–72
- (mit A. Myllymäki): Der Einfluss der Kleinsäugerfluktuationen auf das Brüten einiger kleinsäugerfressender Vögel im südlichen Häme, Mittelfinnland 1952–1966. In: Ornis Fennica 46 (1969), S. 45–78

### Bücher
- (mit Olavi Hildén): Suuri Lintukirja. (Das große Vogelbuch) Otava, Helsinki 1955, Neuausgabe 1962
- (mit Pehr Charpentier): Isänmaan ja ihmisen puolesta: Mutta ei ketään vastaan. (Für Vaterland und Mensch, aber gegen niemanden) Suomen sadankomitealiitto, Helsinki 1960. Neuausgabe: Into-pamfletti, Helsinki 2010.
- (Mitherausgeber): Pohjolan linnut värikuvin: Elinympäristö. Levinneisyys. Muutto. (Die Vögel des Nordens in Farbfotos. Lebensraum. Verbreitung. Vogelzug.) Otava, Helsinki 1963–67.
- Unelmat paremmasta maailmasta. (Die Träume von einer besseren Welt) Helsinki: WSOY, 1971, 4. Auflage 1990.
- Toisinajattelijan päiväkirjasta. (Aus dem Tagebuch eines Querdenkers) Helsinki: WSOY, 1979, ISBN 951-0-09514-1.
- (mit Osmo Soininvaara): Kirjeitä Linkolan ohjelmasta. (Briefe über Linkolas Programm) Perusta, 1986, ISBN 951-0-14133-X.
- Johdatus 1990-luvun ajatteluun. (Einführung in das Denken der 1990er Jahre) WSOY, Helsinki 1989, ISBN 951-0-15940-9.
- Voisiko elämä voittaa: ja millä ehdoilla. (Könnte das Leben siegen – und unter welchen Bedingungen?) Tammi, Helsinki 2004, ISBN 951-31-3159-9.
  - Übersetzung ins Englische: Can Life Prevail? A Radical Approach to the Environmental Crisis. Integral Tradition Publishing, 2009; Arktos Media 2011, ISBN 978-1907166631